# NGC 7259
NGC 7259 ist eine Spiralgalaxie vom Hubble-Typ Sb im Sternbild Südlicher Fisch. Sie ist schätzungsweise 82 Millionen Lichtjahre von der Milchstraße entfernt.
Das Objekt wurde am 28. September 1834 von John Herschel entdeckt.